# Anstalten Högsbo
Anstalten Högsbo är en sluten anstalt för manliga intagna belägen i stadsdelen Högsbo i Göteborg. 
Högsboanstalten bedriver verksamhet särskilt riktad till personer fängelsedömda för narkotikabrott.  Man arbetar med motivation och behandling av de intagna med narkotika- eller blandmissbruksproblematik. Stor vikt läggs vid motivationsarbete och planering inför frigivningen. Planeringen inkluderar ofta nära samverkan med externa parter som socialtjänst, sjukvård, skola och arbetsförmedling.
De intagna kan få arbetsuppgifter inom förpackning, montering, snickeri, tvätteri, fastighets- och utemiljövård.

## Anstaltsplatser för barn och ungdomar
I september 2023 fick Kriminalvården i uppdrag av regeringen att förbereda inrättandet av särskilda enheter för unga i åldern 15–17 år. I januari 2025 fattade Kriminalvården ett inriktningsbeslut om vilka anstalter skulle kunna bli aktuella för framtida barn- och ungdomsavdelningar, där anstalten Högsbo nämndes som en av åtta planerade platser.